# Amentotaxus
Genre
Amentotaxus est un genre de conifères de la famille des Taxaceae.

## Étymologie
Son nom vient des mots latins amentum (corde) et taxus (if).

## Description
Les représentants d'Amentotaxus sont des petits arbres ou arbustes aux feuilles opposées.

## Répartition
Amentotaxus se trouve en Asie du Sud-Est.

## Conservation
Le genre est en danger.

## Espèces
- Amentotaxus argotaenia
- Amentotaxus assamica
- Amentotaxus formosana
- Amentotaxus hatuyenensis
- Amentotaxus poilanei
- Amentotaxus yunnanensi